# Bhadrasana
Bhadrasana é um termo (Sânscrito) que descreve um asana sentado sobre as pernas juntas, que surgiu nas  práticas de meditação do Hinduísmo. Foi estabelecida na tradição do Yoga Hindu.
A tradução do termo sânscrito bhadra é "trono", bhadrasana significa, portanto, "o asana do trono". Esta posição psico/física não deve ser confundido com Bhandrasana "a postura da bênção", que é muito diferente.
O grande Yogi Goraksha costumava passar muito tempo sentado nesta posição. Portanto, esse asana também é conhecido pelo nome de Gorkshasana. Em outros tratados, você pode encontrar este asana sob o nome Baddha Konasana. Baddha significa "entender", "esticar", e Konasana significa "ângulo".

## Execução do Asana
No tratado yogico "Hatha yoga Pradipika", o aforismo de 55 à 57 encontramos a seguinte descrição do asana:
"Colocar os calcanhares ao lado do Perinio, mantendo o calcanhar esquerdo à esquerda e o da direita ao lado direito, mantendo os pés firmemente juntos com ambas as mãos. Bhadrasana Este é o destruidor de Todas as doenças."

## Preparatórios para o asana
- Sarvagana
- Shalabasana

## Posições mais fáceis
Balasana

## Variações
Malasana
Virasana
Pasasana

## Posições mais avançadas
Ustrasana